# 鄭言 (光緒進士)

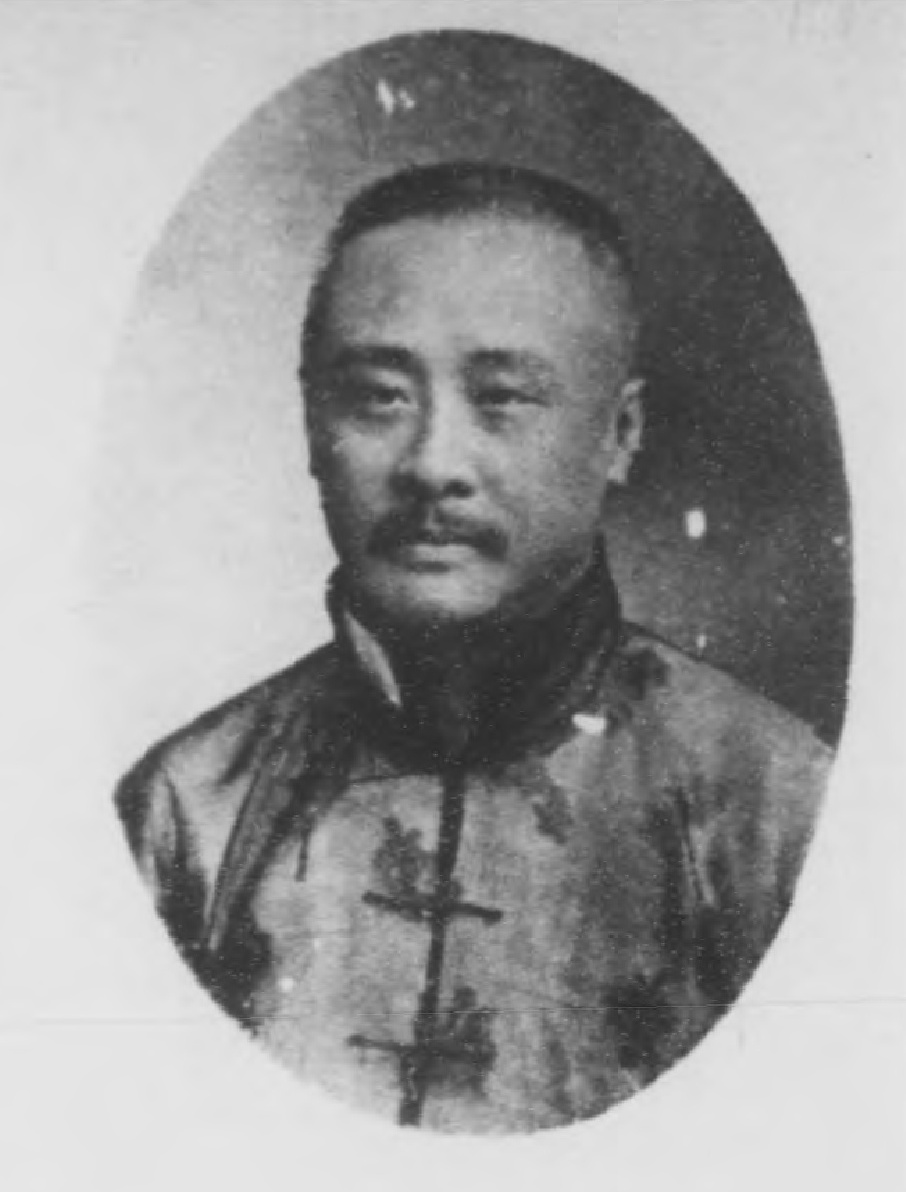

鄭言（1874年—1946年），字元讜，號九鼎，一字倓忱，四川华阳县人，清末民初官员。

## 生平
鄭言是清光緒三十年（1904年）甲辰恩科二甲第九名進士，授主事，入進士館學習。後選派日本，入法政大學速成科第五班。
中华民国成立后，他曾任平政院评事。
民國三十五年春病逝於北平，安葬在京西福田公墓。